# Бурлаков, Иван Александрович
Иван Александрович Бурлаков (7 февраля 1890 — 14 января 1966) — советский архитектор, инженер.

## Биография
Родился 7 февраля 1890 года в рабочей семье. В 1920-х годах окончил Томский технологический институт. С 1922 по 1925 год — архитектор Томского университета.
В Новосибирске с 1925 года занимал различные должности: инженера-конструктора на постройке здания Текстильсиндиката; инженера-строителя при возведении главного корпуса Промбанка (1925—1926), заместителя окружного инженера Новосибирска (с 1929), групповода Сибпроекта (с 1934).

## Проекты
В Новосибирске Бурлаков принимал участие в разработке ряда проектов следующих зданий: Дом Ленина (вместе с М. С. Купцовым, И. И. Загривко), общежития Сибкрайсоюза (1926) и Промбанка (1926), клуб имени Сталина (1926—1927), жилой дом Промбанка (1928—1929), здание конторы Госэлектросиндиката (1928—1929) и др.
В 1928 году разработал проект здания окружной больницы в Заречной части города Бийска в Алтайском крае России.
В 1932—1935 годах совместно с А. И. Бобровым и К. Е. Осиповым реконструировал Реальное училище имени Дома Романовых под больницу.

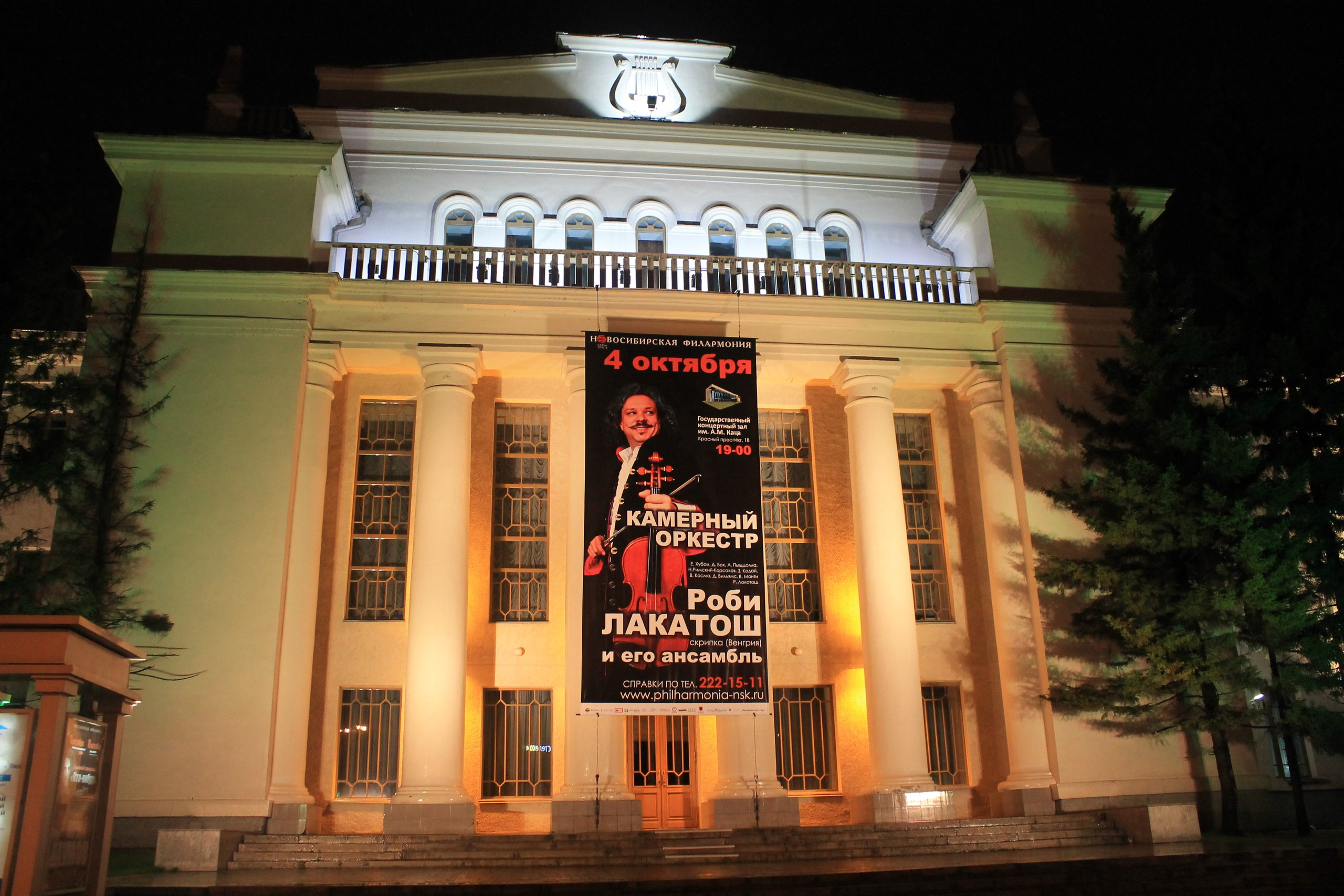
Дом Ленина
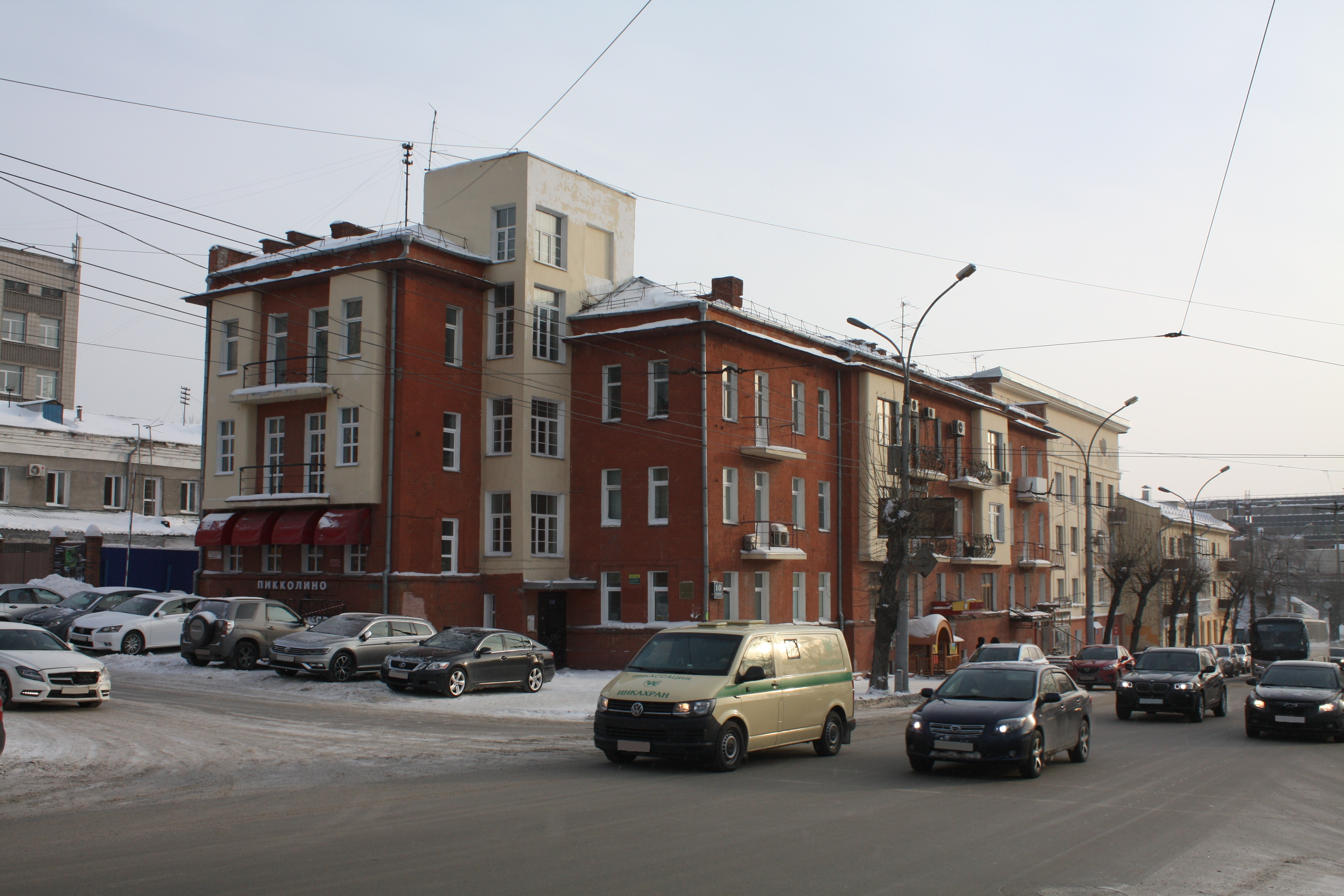
Общежитие Промбанка
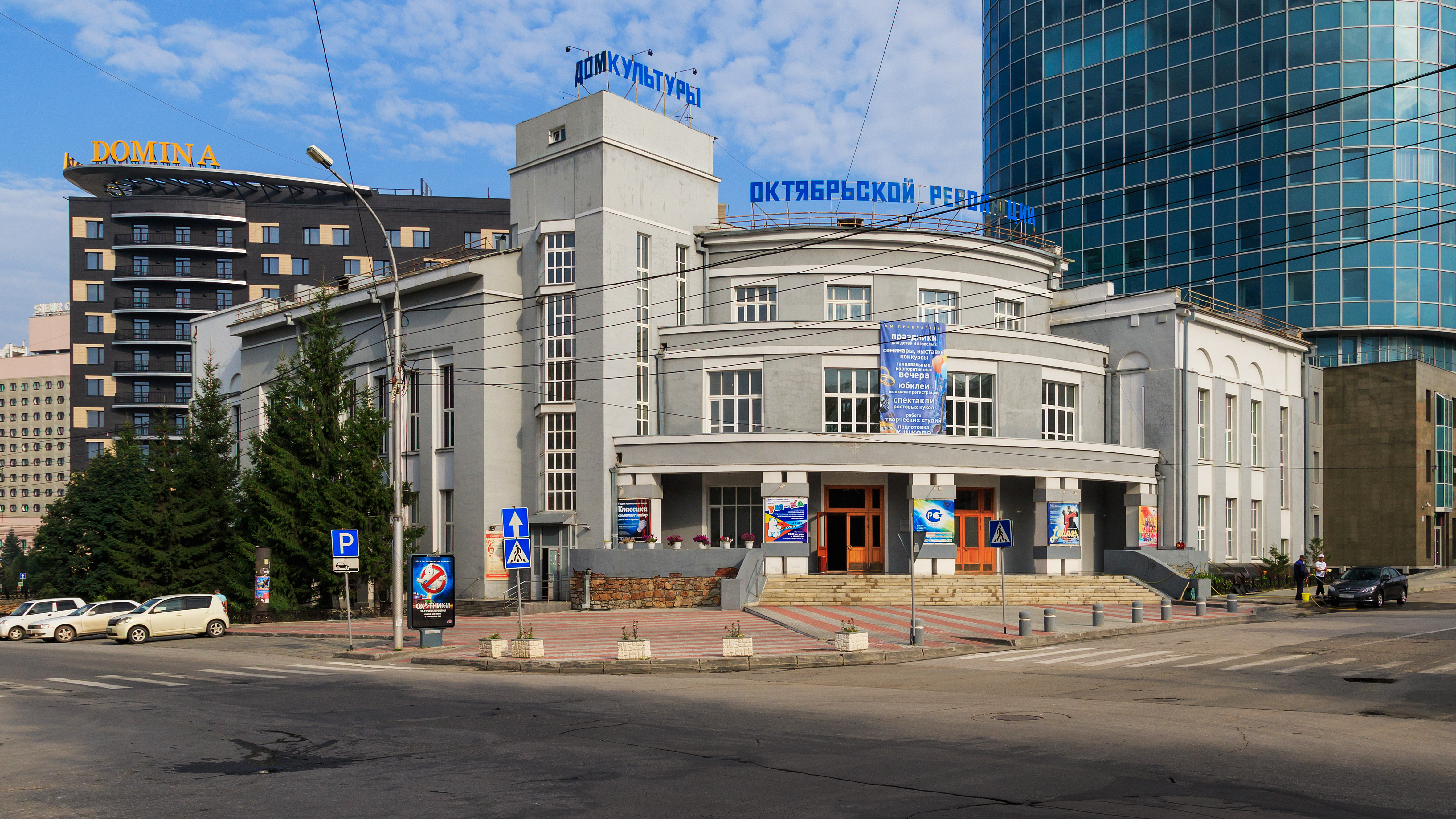
ДК Октябрьской революции (бывший клуб имени Сталина)
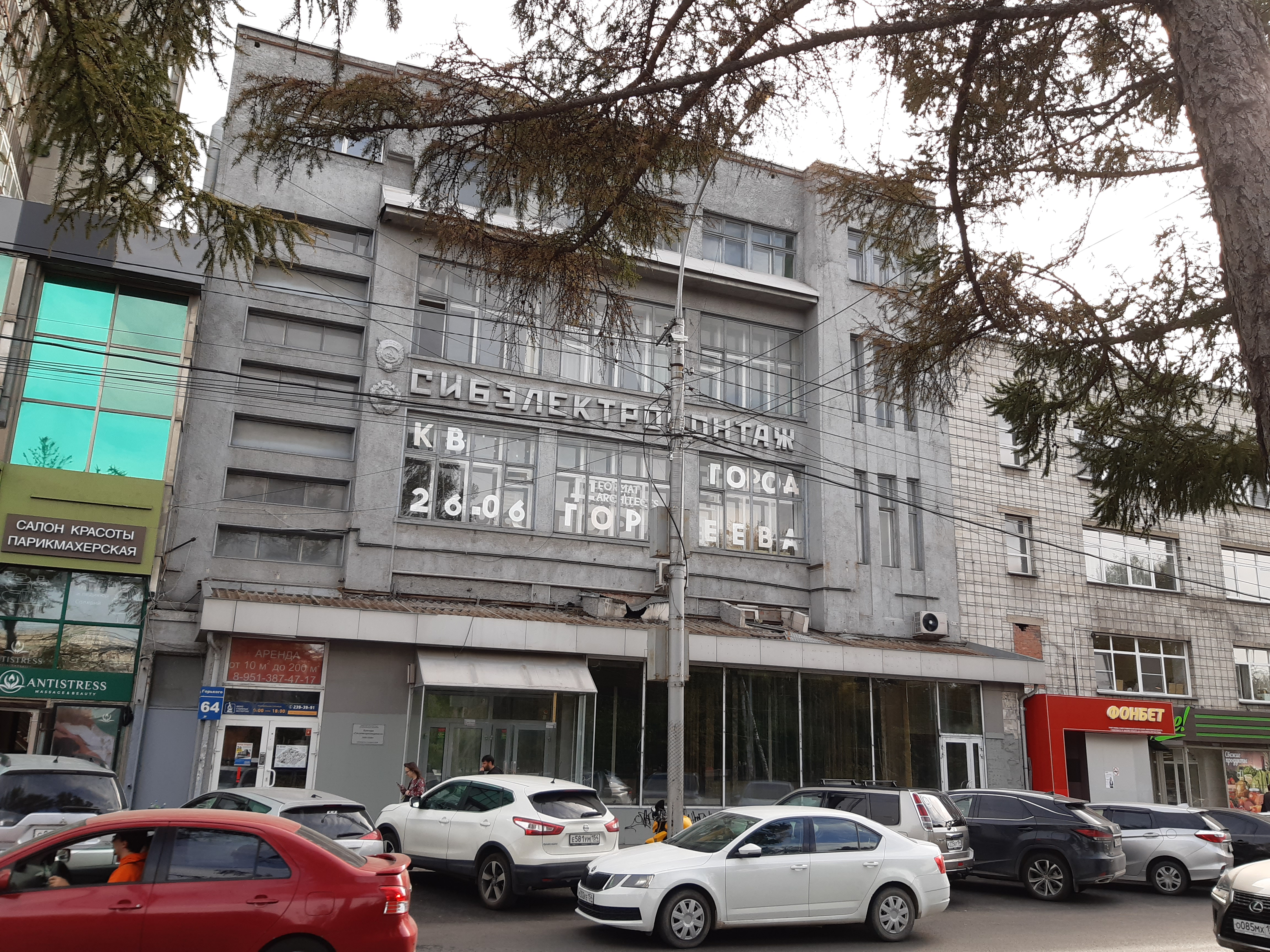
Контора Госэлектросиндиката